# Abell 39
Abell 39 è una nebulosa planetaria visibile nella costellazione di Ercole.

## Descrizione
Si osserva circa 4,5 gradi a SW della stella ζ Herculis; può essere osservata solo con un telescopio molto potente. Si tratta di una delle nebulose planetarie più grandi della nostra Via Lattea, con un diametro di ben 5 anni luce; studi sulla nebulosa indicano che essa contiene circa la metà dell'ossigeno presente nel Sole. La stella centrale, di magnitudine 15,7 e con una temperatura di 150.000 K, è spostata di circa un decimo di anno luce dal centro, per ragioni ancora da chiarire. Dista dal Sole 7000 anni-luce.